# California's Gold
California's Gold est une émission de télévision américaine d’intérêt humain en 443 épisodes de 30-60 minutes, produite par l'affilié californien du réseau PBS, KCET, et diffusée de 1991 à 2012.